# Cotschen
Der Cotschen ⓘ (rätoromanisch im Idiom Surmiran für ‚rot‘) ist ein Berg östlich von Savognin im Kanton Graubünden in der Schweiz mit einer Höhe von 2827 m ü. M. Weil der markierte Verbindungswanderweg vom Pass digls Orgels zum Pass d’Ela fast über den Cotschen führt, ist er ein oft besuchter Berg.

## Lage und Umgebung

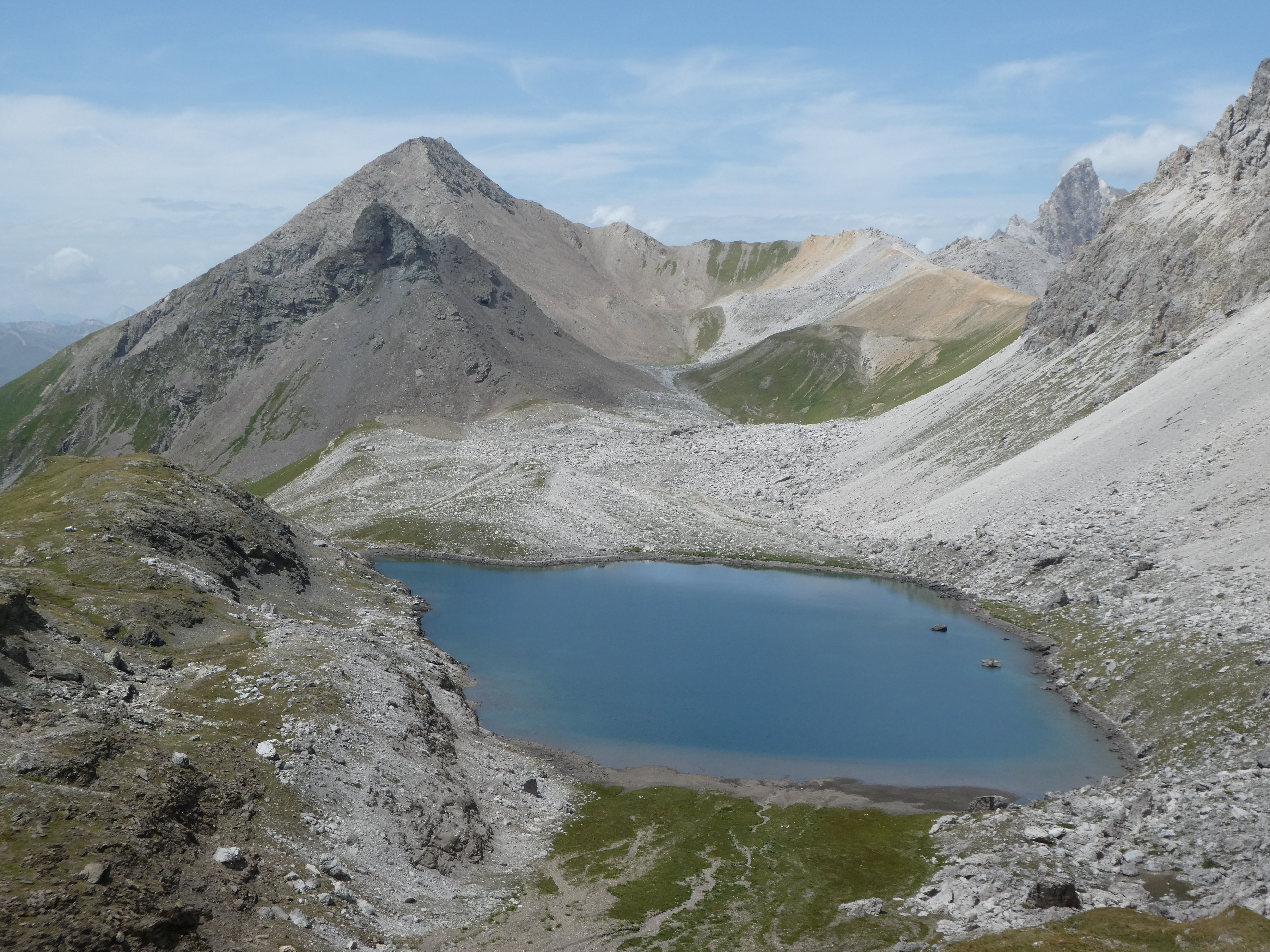
Lai Grond, im Hintergrund Piz Furnatsch und Pizza Grossa (links), Cotschen rechts der Mitte, Piz Mitgel und Pass d’Ela rechts.

Der Cotschen gehört zu den Bergüner Stöcken, einer Untergruppe der Albula-Alpen. Über dem Gipfel verläuft die Gemeindegrenze zwischen Surses und Bergün Filisur.
Zu den Nachbargipfeln gehören der Piz Mitgel und der Tinzenhorn im Norden, der Piz Ela im Osten, sowie der Piz Furnatsch und die Pizza Grossa im Süden.
Westlich des Cotschen befindet sich der oft besuchte Bergsee Lai Tigiel (2462 m). Südöstlich liegen die Laiets (rätoromanisch für ‚Seechen‘) mit einem namenlosen See auf 2647 m direkt südöstlich des Cotschen sowie dem Lai Mort (2603 m) und dem Lai Grond (2594 m), der sich südwestlich vom Piz Ela befindet.
Der Berg liegt mitten im Parc Ela, einem 2006 eröffneten 600 Quadratkilometer grossen Naturpark.
Talorte sind Savognin und Tinizong. Häufige Ausgangspunkte sind die Ela-Hütte (2252 m) im einsamen Val Spadlatscha sowie der über eine schmale Alpstrasse erreichbare Parkplatz Plang la Curvanera (1844 m).
Der am weitesten entfernte sichtbare Punkt vom Cotschen ist der 4505 m hohe Weisshorn zwischen dem Mattertal und dem Val d’Anniviers in den Walliser Alpen und ist 160 km entfernt.

## Routen zum Gipfel
Fast über den Cotschen führt ein markierter Verbindungsweg vom Pass digls Orgels (2699 m) zum Pass d’Ela (2724 m). Häufige Ausgangspunkte vom Oberhalbstein her sind der Parkplatz Plang la Curvanera (1893 m ü. M.), zu dem ein Strässchen von Savognin aus via Tussagn führt sowie Pensa (1673 m ü. M.) im Val d’Err. Die Alpstrasse von Tinizong nach Pensa ist für den allgemeinen Motorfahrzeugverkehr gesperrt. Ein Wanderbus fährt mittwochs von Savognin nach Plang la Curvanera und dienstags sowie freitags nach Pensa.
|  | - Ausgangspunkte: 1. Filisur (1080 m), Bergün (1373 m) oder Ela-Hütte (2252 m) 2. Tinizong (1232 m), Savognin (1207 m) oder Plang la Curvanera (1844 m) - Via: Pass digls Orgels - Schwierigkeit: EB, als Wanderweg weiss-rot-weiss markiert - Zeitaufwand: 1. 5½ Stunden von Filisur, 5 Stunden von Bergün oder 2 Stunden von der Ela-Hütte 2. 4½ Stunden von Tinizong, 5 Stunden von Savognin oder 3½ Stunden von Plang la Curvanera |
|  | - Ausgangspunkte: 1. Filisur (1080 m), Bergün (1373 m) oder Ela-Hütte (2252 m) 2. Tinizong (1232 m) 3. Naz (1746 m) - Via: Pass d’Ela - Schwierigkeit: EB, als Wanderweg weiss-rot-weiss markiert - Zeitaufwand: 1. 5½ Stunden von Filisur, 5 Stunden von Bergün oder 2 Stunden von der Ela-Hütte 2. 5 Stunden von Tinizong 3. 4½ Stunden von Naz (via Fuorcla da Tschitta (2830 m), Lai Grond (2595 m), Lai Mort (2603 m))            |

## Galerie

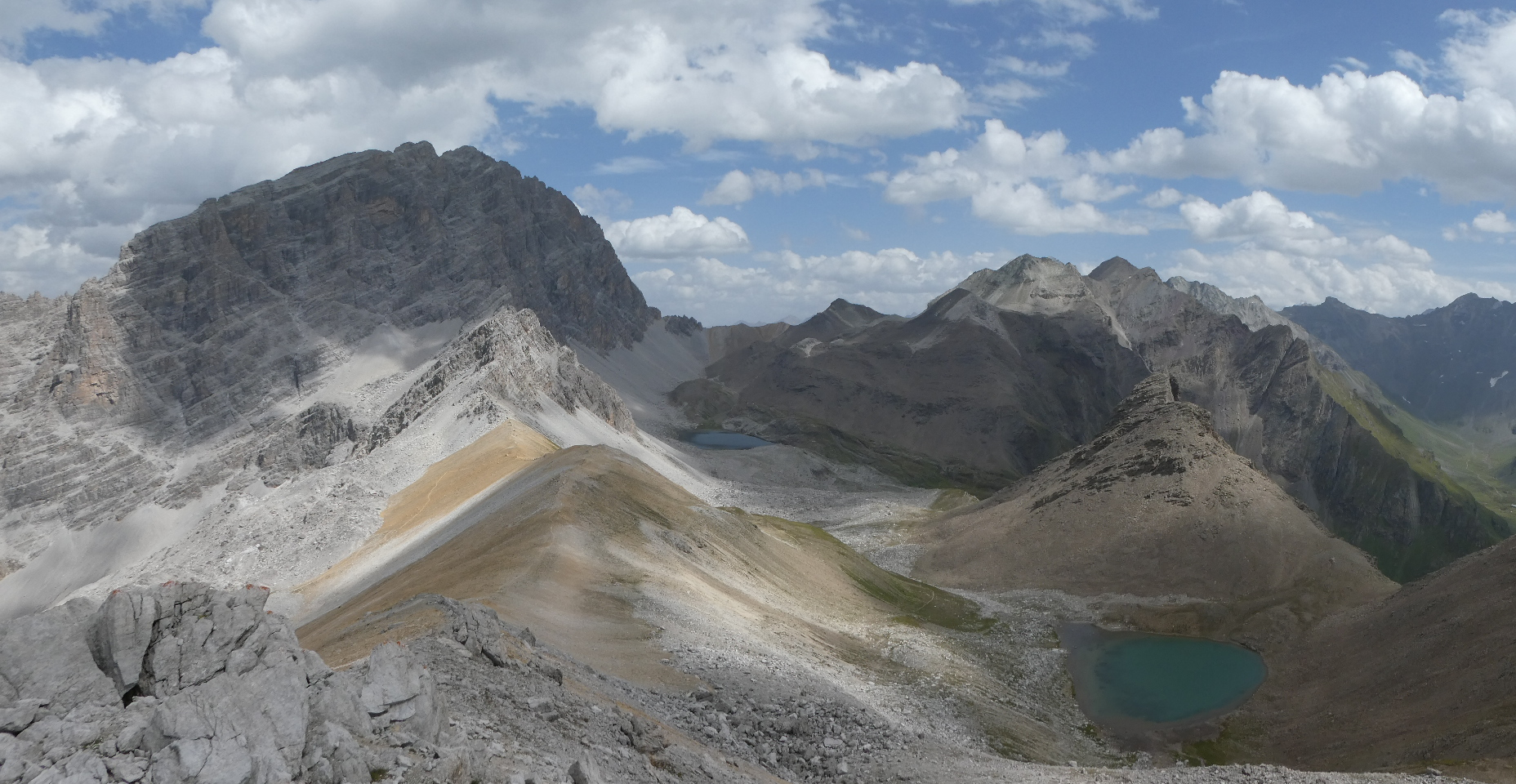
Blick nach Südosten. Im Vordergrund links Pass d’Ela, rechts der namenlose Bergsee vor dem Piz Furnatsch. Im Hintergrund v. l. n. r. Piz Ela, Fuorcla da Tschitta hinter dem Lai Grond, Piz Val Lunga, Piz Salteras, Piz Bleis Marscha, Piz Laviner und Piz Jenatsch.
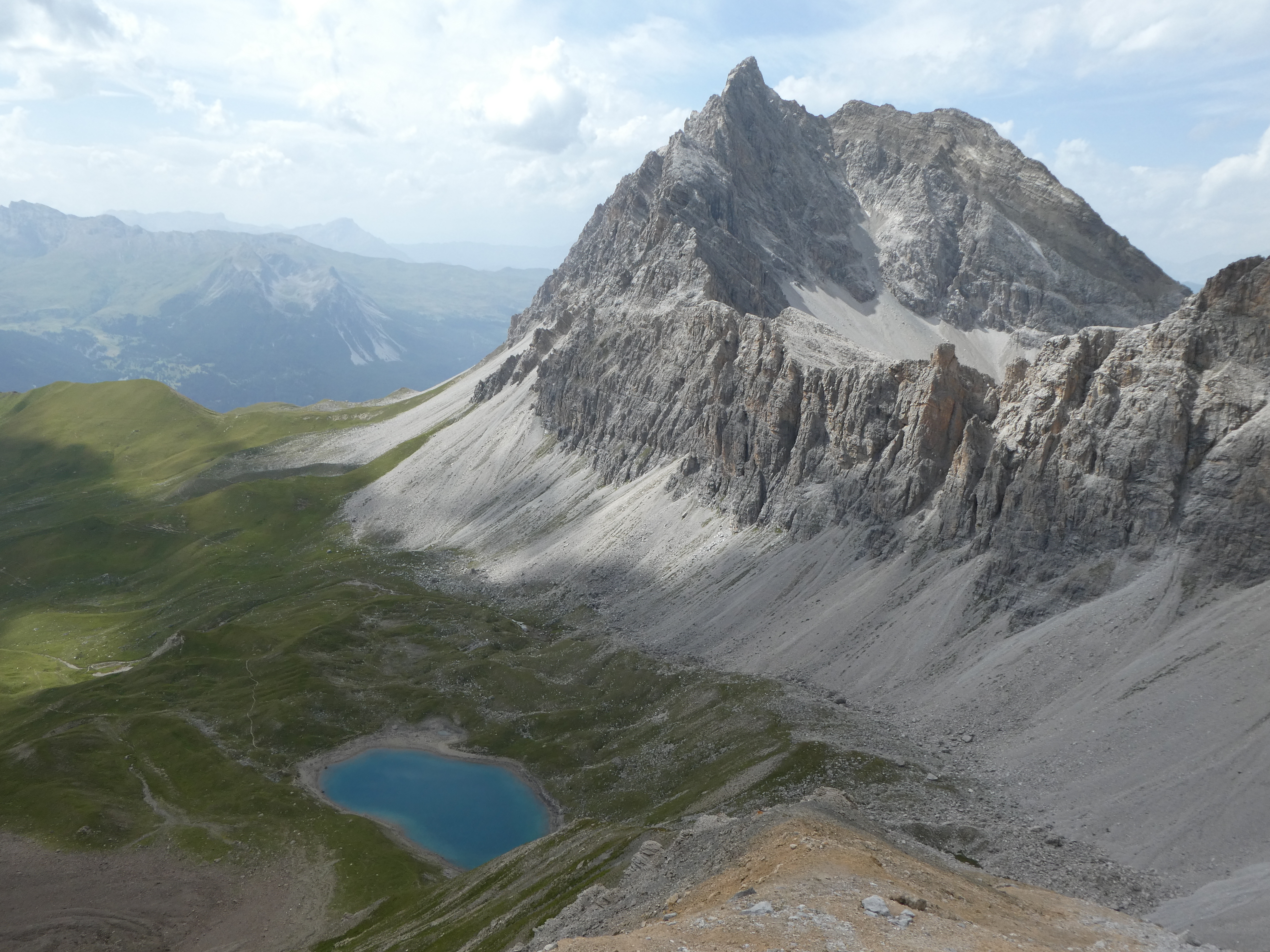
Blick nach Nordwesten zu Lai Tigiel und Piz Mitgel.
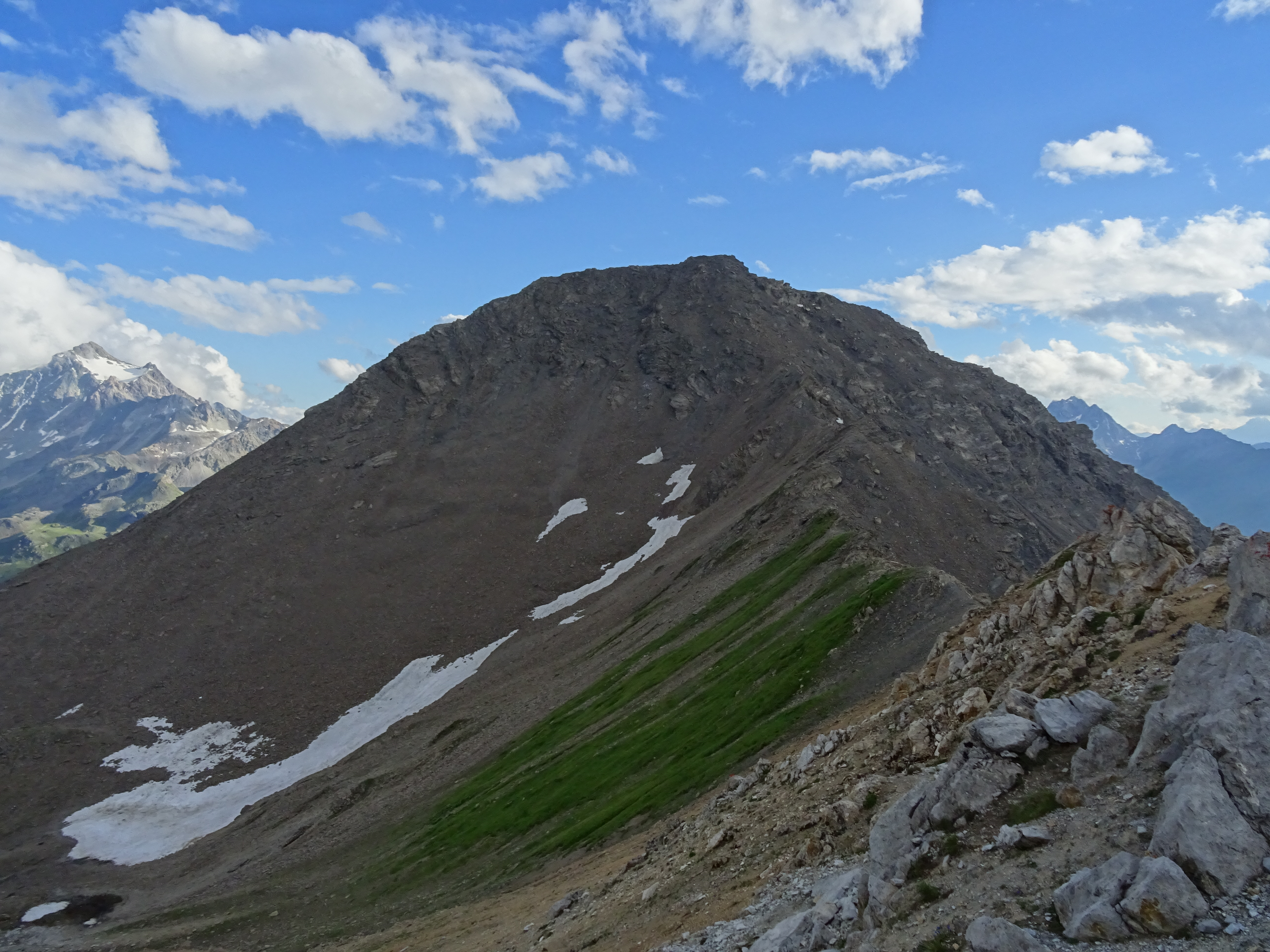
Blick nach Südwesten zur Pizza Grossa.